# تقييم سريع للصدمات
التقييم السريع للصدمات هو طريقة سريعة (تستغرق حوالي 60 إلى 90 ثانية)، للتعرف على الإصابات الخفية والجلية لدى ضحية الصدمة.
وتهدف هذه الطريقة إلى التعرف على الأخطار الفورية المهددة للحياة والتي لا تتضح عند التقييم المبدئي وعلاجها. يضع موظف الرعاية الصحية في اعتباره أمورًا مثل آلية الإصابة لتقرير ما إذا كان يجب تحديد طريقة أخرى للتشخيص أسرع من تلك التي من الممكن أن تكون قد استخدمت بعد التقييم المبدئي الذي يشتمل على الفحوصات الأساسية في المسلك الهوائي والاستنشاق والدوران.